# Tour de Doizieux
La tour de Doizieux est une tour inscrite monument historique sur la commune de Doizieux (Loire).

## Histoire
Édifiée en 1296, la tour est un ancien donjon seul vestige actuel d'un château nouvellement construit, comme l'attestent des actes du XIIIe siècle, en 1265 par Briand de Lavieu, Dauphin du Viennois et Seigneur de Lavieu.
En 1296, Alix de Viennois épouse le Comte de Forez Jean Ier et sa dot transporte à son mari le droit de suzeraineté sur les Farnanches et le château de Doizieux.
Ce dernier appartient successivement aux familles de Lavieu, de Laire, de Mitte de Chevrières puis de La Vieuville, celle-ci le vendant en 1768 au marquis de Mondragon.
Par une délibération du 17 juin 1890, le conseil municipal accepte le don de la vicomtesse de la Villarmois, fille du marquis de Mondragon, pour que la tour serve de mairie. De cette époque date la dépose de la toiture à quatre pans et la création de créneaux. 
La tour est utilisée comme mairie de 1885 jusqu'en 1994, date ou la mairie déménage faute de place. En 2009, avec l'aide de Saint-Etienne Métropole, elle retrouve sa toiture à quatre pans originelle lors d'une rénovation complète. 
La tour est inscrite au titre des monuments historiques en 2004.